# Добитък
Добитък или стока е простонародно разговорно название на селскостопанските животни и птици, които се отглеждат от човека с цел получаване на определена продукция (месо, мляко, вълна и др.) или трудова експлоатация.
Добитъкът може да бъде:
- едър добитък – коне, магарета, мулета, камили и други, включително
  - едър рогат добитък – крави, биволици и др.
- среден добитък[1] – овце, кози, свине,
- дребен добитък – зайци, кокошки, патици, гъски, пуйки, кучета, котки и др.

В миналото добитъкът широко се е използвал като основна теглителна и производствена сила – за оране, вършеене, за транспорт с каруци, за вадене на вода от кладенци и други трудови, и производствени дейности.
Умалителната форма за добитък е добиче. Тя се използва за означаване на подрастващите малки на добитъка или за изразяване на емоционално отношение към вербалния обект.